# Jo Bonnier
Joakim "Jo" Bonnier (31 de janeiro de 1930 – 11 de junho de 1972) foi um automobilista sueco de Fórmula 1. Correu entre 1956 até 1971, tendo conquistado uma vitória, uma pole e 39 pontos no total, em 108 corridas disputadas.

## Resultados nas 24 Horas de Le Mans
| Ano  | Equipe                            | Co-pilotos                       | Carro                      | Classe | Voltas | Pos. | Class Pos. |
| ---- | --------------------------------- | -------------------------------- | -------------------------- | ------ | ------ | ---- | ---------- |
| 1957 | Officine Alfieri Maserati         | Giorgio Scarlatti                | Maserati 300S              | S 3.0  | 73     | DNF  | DNF        |
| 1958 | Francisco Godia                   | Francisco Godia-Sales            | Maserati 300S              | S 3.0  | 142    | DNF  | DNF        |
| 1959 | Porsche KG                        | Wolfgang von Trips               | Porsche 718 RSK            | S 2.0  | 182    | DNF  | DNF        |
| 1960 | Porsche KG                        | Graham Hill                      | Porsche 718/4 RS           | S 2.0  | 191    | DNF  | DNF        |
| 1961 | Porsche System Engineering        | Dan Gurney                       | Porsche 718/4 RS Coupe     | S 2.0  | 262    | DNF  | DNF        |
| 1962 | Scuderia SSS Republica di Venezia | Dan Gurney                       | Ferrari 250 TRI/61         | E 3.0  | 30     | DNF  | DNF        |
| 1963 | Porsche System Engineering        | Tony Maggs                       | Porsche 718/8 GTR Coupe    | P 3.0  | 109    | DNF  | DNF        |
| 1964 | Maranello Concessionaires         | Graham Hill                      | Ferrari 330P               | P 5.0  | 344    | 2º   | 2º         |
| 1965 | Maranello Concessionaires Ltd.    | David Piper                      | Ferrari 365 P2             | P 5.0  | 101    | DNF  | DNF        |
| 1966 | Chaparral Cars Inc.               | Phil Hill                        | Chaparral 2D-Chevrolet     | P+5.0  | 111    | DNF  | DNF        |
| 1969 | Scuderia Filipinetti              | Masten Gregory                   | Lola T70 Mk.IIIB-Chevrolet | S 5.0  | 134    | DNF  | DNF        |
| 1970 | Scuderia Filipinetti              | Reine Wisell                     | Ferrari 512S               | S 5.0  | 36     | DNF  | DNF        |
| 1972 | Ecurie Bonnier Switzerland        | Gérard Larrousse Gijs van Lennep | Lola T280-Ford Cosworth    | S 3.0  | 213    | DNF  | DNF        |

## Morte
Bonnier se envolveu em um acidente em Le Mans, em 11 de junho de 1972, quando o seu Lola-Cosworth T280 colidiu com uma Ferrari Daytona, conduzida pelo piloto Florian Vetsch, patrocinado pela Scuderia Filipinetti (Suíça). O carro do sueco foi catapultado para as árvores, e Bonnier faleceu na hora, aos 42 anos de idade.